# Santa Rosa, Cuautitlán de García Barragán
Santa Rosa är en ort i Mexiko.   Den ligger i kommunen Cuautitlán de García Barragán och delstaten Jalisco, i den södra delen av landet, 500 km väster om huvudstaden Mexico City. Santa Rosa ligger 575 meter över havet och antalet invånare är 154.
Terrängen runt Santa Rosa är kuperad. Runt Santa Rosa är det glesbefolkat, med 13 invånare per kvadratkilometer. Närmaste större samhälle är Las Maderas, 17,8 km öster om Santa Rosa. I omgivningarna runt Santa Rosa växer i huvudsak lövfällande lövskog.